# Ferdinand Stabinger
Ferdinand Stabinger (* 26. Mai 1866 in Thaur; † 23. Mai 1948 ebenda) war ein österreichischer Bildhauer und Lehrer.

## Leben
Der Sohn eines Oberlandesgerichtsdirektors erhielt seine erste künstlerische Ausbildung beim Krippenschnitzer Romed Riedmüller und beim Historienmaler Franz Xaver Pernlochner in Thaur. Von 1880 bis 1884 besuchte er die Fachschule für Holzschnitzerei und Tischlerei in Hall in Tirol, anschließend studierte er an der Wiener Kunstgewerbeschule bei Hermann Klotz. Nach seinem Abschluss 1891 unterrichtete er kurze Zeit an Fachschulen in Hallstatt und Königsberg an der Eger und von 1891 bis 1907 an der Fachschule für Holz- und Steinbearbeitung in Hallein. Von 1907 bis zu seiner Pensionierung 1929 war er Professor für Bildhauerei an der Staatsgewerbeschule Innsbruck.
Stabinger schuf figurale und dekorative Holzplastiken sowie Porträtbüsten und war mit seinen Arbeiten auf zahlreichen Ausstellungen vertreten. Bedeutend ist er aber vor allem durch seine langjährige Tätigkeit als Lehrer, wofür ihm der Berufstitel Regierungsrat verliehen wurde. Zu seinen Schülern zählen Bildhauer wie Franz Staud, Hans Andre, Hans Buchgschwenter und Sepp Kals.